# Ca l'Oriol
Ca l'Oriol, Ca n'Oriol Vell o la Torre dels Conills, és un edifici de Montcada i Reixac (Vallès Occidental) que forma part de l'Inventari del Patrimoni Arquitectònic de Catalunya.

## Descripció
Aquesta casa correspon a Ca l'Oriol antic, ja que es varen fer construir una altra torre més senyorívola en un turó ple de boscos davant d'aquest indret.
L'edifici presenta planta rectangular gairebé quadrada. La façana principal està dividida en planta baixa, pis i golfes. Les laterals tenen planta baixa i pis, el nivell de golfes sobresurt per cadascuna dels vessants de la teulada. Els murs es troben totalment arrebossats excepte un sòcol de pedra ben encaixada però seguint la seva pròpia estereotomia que es troba a la part inferior. Entre el sòcol i on comença el mur arrebossat hi ha una línia decorativa feta de maons.
A la façana principal, a la planta baixa, hi ha la porta d'entrada de forma rectangular d'arc extremadament rebaixat i sengles finestres a cada costat on a la seva part superior es pot distingir la disposició dels maons en projecció cap a l'interior i formant un arc equilibrat. Al que podríem anomenar brancals de les finestres i sense enreixat al davant s'hi ubica un motiu decoratiu de trencadís ceràmic. Al pis hi ha tres finestres rectangulars, on les laterals porten un ampit/jardinera.
Al registre de les golfes hi ha una finestra central per sota la teuladeta en voladís que es troba prolongada als extrems seguint la inclinació de la teulada en un ràfec pronunciat sobre bigues, enllatat i modillons de suport. La coberta és a dues vessants amb carener perpendicular a la façana.